# Copa de la Reina de Baloncesto 2010
La Copa de la Reina de Baloncesto 2010 corresponde a la 48.ª edición de dicho torneo. Se celebró entre el 9 y el 10 de enero de 2010 en el Pabellón Príncipe Felipe de Zaragoza. El campeón de Copa accede a disputar la Supercopa contra el campeón de Liga.

## Equipos clasificados
Desde esta temporada, la Copa se juega entre cuatro equipos, en lugar de entre ocho. En esta ocasión, la Copa se juega en Zaragoza, ejerciendo como anfitrión el Mann Filter Zaragoza, que participa junto a los tres mejores del resto de equipos al final de la primera vuelta de la Liga Femenina. El campeón se clasifica para la Copa Europea Femenina de la FIBA 2010-11.
| Pos. | Equipo                   | PJ | G  | P | PF   | PC  | DP   | Pts | Clasificación    |
| ---- | ------------------------ | -- | -- | - | ---- | --- | ---- | --- | ---------------- |
| 1    | Ros Casares Valencia     | 13 | 12 | 1 | 1133 | 859 | +274 | 25  | Cabezas de serie |
| 2    | Rivas Ecópolis           | 13 | 12 | 1 | 950  | 763 | +187 | 25  | Cabezas de serie |
| 3    | Perfumerías Avenida      | 13 | 12 | 1 | 977  | 843 | +134 | 25  |                  |
| 4    | Mann Filter Zaragoza (H) | 13 | 9  | 4 | 829  | 841 | −12  | 22  |                  |

 Fuente: Liga Femenina

## Desarrollo
Ciudad Ros Casares consiguió su cuarta Copa consecutiva, algo solo al alcance de otros dos equipos en la historia: la Sección Femenina de Madrid desde 1950 a 1953 y el CB Tortosa desde 1986 a 1989. Y eso que las valencianas tuvieron que improvisar un plan logístico para llegar a tiempo a la cita copera. Un tremendo temporal de nieve cortaba el acceso por carretera desde Valencia hacia Zaragoza y las chicas de acero tuvieron que buscarse la alternativa de un vuelo privado que las dejó en la capital aragonesa ya por la noche del día previo a la semifinal.
Tras la entrega de trofeos el presidente de la Federación Española recalcó que el formato de Copa de la Reina de cuatro equipos era "el formato que vamos a defender porque creemos en ello. Ha sido un éxito". No pareció que la afición al baloncesto femenino compartiera demasiado esta opinión.

## Fase final
|  | Semifinales          | Semifinales          | Semifinales         |                     |                      | Final                | Final       | Final       |  |
|  | 9 de enero           | 9 de enero           | 9 de enero          |                     |                      | 10 de enero          | 10 de enero | 10 de enero |  |
|  |                      |                      |                     |                     |                      |                      |             |             |  |
|  |                      |                      |                     |                     |                      |                      |             |             |  |
|  | Ros Casares Valencia | Ros Casares Valencia | 75                  |                     |                      |                      |             |             |  |
|  | Ros Casares Valencia | Ros Casares Valencia | 75                  |                     |                      |                      |             |             |  |
|  | Mann Filter Zaragoza | Mann Filter Zaragoza | 52                  |                     |                      |                      |             |             |  |
|  | Mann Filter Zaragoza | Mann Filter Zaragoza | 52                  |                     | Ros Casares Valencia | Ros Casares Valencia | 64          |             |  |
|  |                      |                      |                     |                     | Ros Casares Valencia | Ros Casares Valencia | 64          |             |  |
|  |                      |                      | Perfumerías Avenida | Perfumerías Avenida | 62                   |                      |             |             |  |
|  | Rivas Ecópolis       | Rivas Ecópolis       | Perfumerías Avenida | Perfumerías Avenida | 62                   | 53                   |             |             |  |
|  | Rivas Ecópolis       | Rivas Ecópolis       |                     |                     |                      | 53                   |             |             |  |
|  | Perfumerías Avenida  | Perfumerías Avenida  | 90                  |                     |                      |                      |             |             |  |
|  | Perfumerías Avenida  | Perfumerías Avenida  | 90                  |                     |                      |                      |             |             |  |
|  |                      |                      |                     |                     |                      |                      |             |             |  |

### Final
| 10 de enero de 2010 | Ros Casares Valencia                                                                             | 64–62                                 | Perfumerías Avenida                                                                                    | Zaragoza |  |
| 19:15               | Parciales: 14–13, 18–22, 20–15, 12–12                                                            | Parciales: 14–13, 18–22, 20–15, 12–12 | Parciales: 14–13, 18–22, 20–15, 12–12                                                                  | |  |
|                     | Estadísticas DeLisha Milton-Jones 17 DeLisha Milton-Jones 6 Laia Palau 3 DeLisha Milton-Jones 24 | Reporte Pts Reb Asts Val              | Estadísticas Le'coe Willingham 18 Sancho Lyttle 7 Sancho Lyttle 5 Isabel Sánchez, Le'coe Willingham 11 | Pabellón: Pabellón Príncipe Felipe Asistencia: 3.000 espectadores Árbitros: Germán Francisco Morales Ruiz, Susana Gómez López |  |

| Ganadoras de la Copa de la Reina 2010 |
| ------------------------------------- |
| Ros Casares Valencia 7º título        |